# Philoi
Philoi (en grec ancien : φίλοι; forme plurielle de φίλος ou philos) est un terme que l'on pourrait traduire par « ami ». Il s'agit d'un type d'amitié basé sur la valeur typiquement grecque de la réciprocité, par opposition à une amitié qui existe comme une fin en soi.

## Principales caractéristiques

### La réciprocité
Il n'y a pas de traduction exacte pour philoi autre que le mot « ami » (différent de xenos, que l'on peut traduire en « invité-ami », un terme parfois employé pour décrire un étranger pour qui l'on a du respect). Le sens du mot philoi est intrinsèquement lié au concept de réciprocité ; comprenant l'échange de faveurs et de soutien, mais aussi d'un sens du devoir des uns envers les autres. Les Philoi étaient généralement des membres de la famille, ou bien des amis ou d'autres membres de la société avec lesquels il existait des liens d'obligations ou de loyauté.

## Le système de valeurs grec
Dans le système de valeurs de la Grèce antique, il y avait une distinction explicite entre l'ami (philoi ) et l'ennemi (echthroi ); on était constamment conscient de la façon de traiter et d'être traité par les autres. On pouvait classifier chaque membre de la société en trois groupes distincts : 
- les philoi, les personnes envers lesquelles on a des obligations et dont les faveurs sont rendues,
- les echthroi, ceux à qui l'on est hostile et dont on attend l'hostilité, et
- les medetoeroi, les étrangers qui ne tombent sous aucune catégorie et à qui personne ne devait rien[3].

Cette classification était liée à la croyance fondamentale dans le principe de réciprocité, qui a renforcé l'idée que le devoir de l'Homme était d'aider ses amis et d'infliger des dommages à ses ennemis. Il y avait une grande fierté associée non seulement à aider ses philoi mais aussi à nuire à son echthroi. Remplir ces deux devoirs pour renforcer la dichotomie ami-ennemi était importante, et se manifestait dans d'autres aspects de la vie grecque, comme la littérature, le théâtre ou lors de procès.

## LesPhiloidans le système judiciaire
L'importance du rôle du philoi est primordiale dans les tribunaux de la Grèce Antique, en particulier au sein d'une culture qui encourage l'antagonisme entre le philoi et l'echthroi. Les procès visaient à établir une partie gagnante et une partie perdante, et non pas parvenir à un verdict équilibré et impartial. L'importance des témoins dans les tribunaux athéniens, qui n'étaient pas contre-interrogés, a contribué à cela. Les témoins étaient souvent choisis non pas par ceux qui seraient les plus impartiaux, mais plutôt par des philoi proches des personnes impliquées. Ainsi, la dépendance de l'Athénien moyen vis-à-vis de son philoi a imprégné même les procédures et les résultats du procès, et comme le décrit Isée dans Sur l'héritage de Pyrrhos, « Vous savez tous que lorsque nous agissons sans dissimulation et que nous avons besoin de témoins, nous utilisons normalement des parents proches et des amis intimes comme témoins de telles actions. » 

## Le rôle des femmes
À l'exception des festivals athéniens, les femmes avaient un rôle limité en dehors de la maison. Elles avaient donc des possibilités limitées d'entretenir des relations avec leurs philoi et echthroi de la même manière que les hommes en Grèce. Par conséquent, les philoi d'une femme ne pouvaient être que des personnes présentes dans sa propre maison.

## Dans la littérature
La pratique de l'obligation réciproque entre philoi et la stricte dichotomie ami-ennemi, caractéristique du système de valeurs grec, sont présents chez les héros homériques tels qu'Agamemnon ou Achille dans l'Iliade d'Homère. La prépondérance de la guerre, durant laquelle les héros s'affrontent pour prouver leur supériorité, met en évidence cette dichotomie : 
- il doit y avoir deux parties opposées explicites et
- les deux parties doivent agir conformément à leur devoir de se faire du mal, généralement lors d'une manifestation publique[9].

## Dans la philosophie
Cette définition de philoi est souvent également discutée dans divers ouvrages philosophiques de cette époque, en particulier dans ceux d'Aristote. Dans l'Éthique à Nicomaque, Aristote écrit que « pour être amis, ils doivent être mutuellement reconnus comme se portant garant de bonne volonté et se souhaiter le meilleur l'un pour l'autre », indiquant qu'un philoi ne se caractérise pas nécessairement par l'affection pour une personne, mais par le soin d'une personne envers une autre qui est nécessairement réciproque. Il explique que les gens aiment naturellement ceux qui les traitent bien ou qui, selon eux, en ont l'intention. De plus, il explique que les gens aiment généralement ceux qui détestent les mêmes personnes qu'eux, d'où le besoin d'avoir un philoi de son côté qui nous défendra face à un echthroi. Aristote écrit que « l'amitié est apparentée à l'amour que l'on a pour soi »  mais que les philoi existent néanmoins « pour l'usage qu'on peut en faire ». Le rôle du Philoi semble donc servir à la fois des intentions égoïstes et altruistes.

## Dans les monarchies hellénistiques
Dans l'ancienne Macédoine, philoi était un titre attribué aux amis royaux, qui étaient conseillers du roi (basileus). Ils étaient choisis personnellement par le roi, selon leur qualité et non leur origine. Ils pouvaient provenir de n'importe quelle cité du monde grec. Les élites indigènes des régions soumises aux séleucides, non gréco-macédoniennes, n'occupaient cependant qu'une place marginale parmi les Philoi des Séleucides. Le titre s'est répandu dans les monarchies hellénistiques après la partition de l'empire d'Alexandre le Grand entre les diadoques. Au sein de l'empire séleucide, on peut retracer des rangs différents parmi les Philoi; comme les Protoi Philoi (premiers amis) et les Timomenoi Philoi (amis honorés). Dans les inscriptions, la phrase le roi, ses amis et l'armée signifie le rôle important des Philoi. Pourtant, « ami » semblait être le rang le plus bas de la noblesse dans les aristocraties séleucides et ptolémaïques. Bien qu'il s'agisse d'un honneur important, il pouvait être remis plus librement aux partisans du roi, y compris à des non-Grecs peu susceptibles de se voir attribuer un rang plus élevé. On a aussi recensé des Philoi auprès des souverains attalides, auprès des rois thraces et des Arsacides.

### LesPhiloi tou basileosdesAntigonides
Le terme Philoi apparaît dans de nombreuses sources concernant la dynastie antigonide. Le terme de Philoi ne désigne qu'une partie des membres de l'entourage royal dans la monarchie antigonide. Les Philoi tou basileos (Amis du Roi) devaient accompagner le Roi dans tous ses déplacements, aux jeux ou lors d'une guerre. Ils devaient suivre leur souverain lors d'une campagne militaire et rester auprès de lui même lorsque les troupes étaient renvoyées en Macédoine. Le Roi attendait de ses Amis qu'ils fassent preuve de dévouement (eunoia) et d'empressement (prothumia).
On possède très peu d'informations sur les Amis du Roi des premiers souverains de la dynastie antigonide (Antigone Gonatas, Démétrios II et Antigone Dôsôn), tandis que pour ceux de Philippe V et son fils Persée, il existe de nombreuses mentions dans les textes littéraires.On ne connaît aucun de Philoi pour Antigone Gonatas et Dôsôn, et un seul de Démétrios II : Autoklès. On connaît le nom de treize Philoi de Philippe V : Alexandros 1, Alexandros 2, Antigonos, Apellès, Chrysogonos, Démétrios, Didas, Hérakleidès, Lysimachos, Onomastos, Petraios, Philoklès et Taurion. À partir du règne de Philippe V, on classe les Amis du Roi dans différentes catégories :
- les Protoi Philoi : premiers Amis du Roi, au nombre de cinq,
- les honorati amici, traduction latine de τιμώμενοι φίλοι (Timenoi Philoi), les « Amis honorés du Roi », au nombre de deux, et
- un koruphaios ton philon (κορυφαίος των φίλων), « Ami important »[21].

Les Philoi de Persée connus sont au nombre de six : Andronicos, Evandros, Hippias, Médon, Nikias et Pantauchos. On connaît en tout vingt Amis des rois Antigonides, parmi lesquels dix-sept exerçaient une haute fonction civile ou militaire dans le royaume en parallèle de leur rôle de Philoi. Ils pouvaient cumuler deux ou trois postes en même temps. Les Philoi étaient fortement liés aux intrigues de cour, ils étaient dépendants des faveurs que le Roi pouvait leur accorder : sur les vingt Amis des rois antigonides connus, sept ont été exécutés sur ordre du roi. D'autres Philoi pouvaient être très influents, comme ce fut le cas d'Antigonos, qui devint le confident de Philippe V et fut même considéré pour être son successeur.

### LesPhiloidans l'empire séleucide
Les rois séleucides, comme les autres dynasties issues de la conquête d'Alexandre exprimaient leur autorité par la mise en place d’une structure de pouvoir fondée d'abord sur leur entourage, et notamment des Philoi. À partir de la fin du IVe s., les Philoi ont permis une institutionnalisation du pouvoir de Séleucos. Être philos était une dignité aulique et n'était pas associé à une fonction particulière, toutefois les Philoi jouaient un rôle clé au sein du synédrion.

#### Sources antiques
- Aristote, Éthique à Nicomaque, traduction par W. D. Ross, Digireads.com Publishing, 2005  (ISBN 978-1420926002)
- Homère, L'Iliade, traduction par Martin Mueller, Bristol Classical Press, 2009, 1.275-284  (ISBN 978-1853997150)
- Polybe, Histoires, traduction par Félix Bouchot, http://remacle.org/bloodwolf/historiens/polybe/index.htm [archive]

#### Ouvrages généraux
- Catherine Grandjean, Geneviève Hoffmann, Laurent Capdetrey, Jean-Yves Carrez-Maratray, Le monde hellénistique, Paris, Armand Colin, « U », 2017, 396 p.  (ISBN 978-2200618179) https://www.cairn.info/monde-hellenistique--9782200618179.htm
- Frank W. Walbank, The Cambridge Ancient History, Vol. 8: Rome and the Mediterrean to 133 B.C., 2ème éd., 1989, p. 417  (ISBN 978-052-1234-48-1)
- Graham Shipley, The Greek World After Alexander, 323-30 B.C., 2000, p. 76  (ISBN 0-415-04618-1)
- Robin Osborne, The World of Athens: An Introduction to Classical Athenian Culture, Cambridge University Press, 1984, 448 p.  (ISBN 978-0521698535)

#### Ouvrages spécialisés
- Édouard Will, Histoire politique du monde hellénistique (323-30 av. J. C), Paris, Seuil, 2003, 1051 p.  (ISBN 978-2020603874)
- Ivana Savalli-Lestrade, Les Philoi royaux dans l'Asie hellénistique, Genève, Droz, 1998, 453 p.  (ISBN 978-2600002905)

#### Articles spécialisés
- James Loeb et Jeffrey Henderson, « SAEUS, 3. On the Estate of Pyrrhus », Loeb Classical Library, p. 87, consulté le 26 mars 2018, permalien : www.loebclassics.com/view/isaeus-iii_estate_pyrrhus/1927/pb_LCL202.71.xml
- Sylvie Le Bohec, « Les Philoi des Rois Antigonides », dans Revue des Études Grecques, tome 98, fascicule 465-466, Janvier-juin 1985. pp. 93-124, (https://doi.org/10.3406/reg.1985.1410)